# Сен-Кантен-де-Рансан
Сен-Канте́н-де-Ранса́н (фр. Saint-Quantin-de-Rançanne) — коммуна во Франции, находится в регионе Пуату — Шаранта. Департамент коммуны — Шаранта Приморская. Входит в состав кантона Жемозак. Округ коммуны — Сент.
Код INSEE коммуны — 17388.

## Население
Население коммуны на 2010 год составляло 280 человек.
| 1962 | 1968 | 1975 | 1982 | 1990 | 1999 | 2010 |
| ---- | ---- | ---- | ---- | ---- | ---- | ---- |
| 333  | 320  | 309  | 256  | 282  | 272  | 280  |